# 선박매몰죄
선박매몰죄(船舶埋沒罪)는 형법 제187조에 규정된 범죄로, 사람이 현존하는 선박을 매몰(가라앉힘)하거나 전복, 파괴, 추락시키는 행위를 처벌하는 대한민국의 범죄로 이 죄는 선박의 안전과 그 안에 있는 사람의 생명을 보호하는 것을 목적으로 한다.

## 판례
선박매몰죄의 고의가 성립하기 위하여는 행위시에 사람이 현존하는 것이라는 점에 대한 인식과 함께 이를 매몰한다는 결과발생에 대한 인식이 필요하며, 현존하는 사람을 사상에 이르게 한다는 등 공공의 위험에 대한 인식까지는 필요하지 않고, 사람의 현존하는 선박에 대해 매몰행위의 실행을 개시하고 그로 인하여 선박을 매몰시켰다면 매몰의 결과발생시 사람이 현존하지 않았거나 범인이 선박에 있는 사람을 안전하게 대피시켰다고 하더라도 선박매몰죄의 기수로 보아야 할 것이지 이를 미수로 볼 것은 아니다.

## 같이 보기
- 세월호